# Stenalia inconstans
Stenalia inconstans là một loài bọ cánh cứng trong họ Mordellidae. Loài này được Fåhraeus miêu tả khoa học năm 1871.